# Gdy zniknęły gołębie
Gdy zniknęły gołębie (est. Kui tuvid kadusid; fiń. Kun kyyhkyset katosivat) – powieść Sofi Oksanen wydana w 2012 r. Opowieść o Estonii w szponach dwóch totalitaryzmów.

## Fabuła
Wielowątkowa historia dwóch kuzynów – Edgara i Rolanda – żyjących w czasie II wojny światowej, okupacji niemieckiej i panowania sowieckiego, służąca do przedstawienia historii Estonii w okresie od lat 30. po 60. XX w. Życie w warunkach obecności wojsk totalitarystycznych państw, walk, okupacji kraju, zagłady Żydów i strachu przed procesem i zesłaniem na Syberię.
Edgar Parts łatwo zmienia poglądy i stara się w każdej sytuacji osiągnąć korzyści materialne. Najpierw kolaboruje z Niemcami, a z wieloletniego pobytu w łagrze wraca jako towarzysz Parts, wspierający komunistów i donoszący na rodaków. Roland dla odmiany angażuje się w walkę z Niemcami, a później przeciw Rosjanom, i pomaga uciekać zagrożonym ludziom. Losy kuzynów splatają się wielokrotnie się, co przynosi zaskakujące rozwiązanie.
Opowieść przedstawia dwie odmienne strategie przetrwania i adaptacji do życia w kraju opanowanym przez totalitaryzmy. Spośród tytułowych gołębi ocaleją tylko te, które są w stanie uciec przed pancernymi wozami, te, które wpadają w pułapkę – są zjadane.